# Alfred Stock
Alfred Stock (Danzica, 16 luglio 1876 – Aken, 12 agosto 1946) è stato un chimico tedesco.
Stock è stato uno dei più importanti chimici inorganici della prima metà del XX secolo. Fu un pioniere della chimica dei borani e dei silani, della chimica di coordinazione, del mercurio e dell'avvelenamento da mercurio.

## Vita
Alfred Stock nacque a Danzica, che allora faceva parte dell'Impero tedesco. Quando Stock aveva due anni la famiglia si trasferì a Berlino. Alla fine del liceo, nel 1894 entrò all'Università Friedrich-Wilhelm di Berlino (ora Humboldt-Universität zu Berlin), nell'istituto diretto da Emil Fischer. Nel 1899 conseguì il dottorato di ricerca con una tesi di chimica organica. Fischer era interessato a dare maggior impulso alla chimica inorganica, e decise di mandare due suoi assistenti, Stock e Otto Ruff, a specializzarsi in altri laboratori.
Stock trascorse un anno a Parigi presso Henri Moissan, famoso chimico inorganico e tossicologo francese, dove sintetizzò composti boro-silicio e iniziò ad usare il bagno a mercurio, usato per raccogliere gas.
Nel 1900 tornò a Berlino nel nuovo istituto voluto da Fischer, e qui fece ricerche sugli allotropi di fosforo, arsenico e antimonio e loro composti. In questo periodo scrisse anche un libro, Praktikum der quantitativen anorganischen Analyse, che venne tradotto in varie lingue. Nel 1906 sposò Clara Venkzy, che rimase sempre assieme lui fino alla fine; dal matrimonio nacquero due figlie, Hildegard e Ursula.
Nel 1909 fu nominato professore all'Università di Breslavia e diresse l'allestimento tecnico del nuovo istituto chimico. Qui iniziò a studiare gli idruri di boro e scoprì la chimica dei borani.
Nel 1916 ottenne la cattedra al Kaiser Wilhelm Institute di Berlino, dove continuò gli studi sui borani e fece ricerche anche sui silani. Si dimostrò anche un formidabile organizzatore e amministratore, partecipò ai lavori di innumerevoli società, organizzazioni e comitati. Iniziò a soffrire degli effetti di un avvelenamento da mercurio, allora non noto, con danni alla trachea, alla memoria e all'udito. Quando anche uno dei suoi collaboratori mostrò gli stessi sintomi, capì che l'origine della malattia era nella piccolissima quantità di vapori di mercurio presenti nel laboratorio.
Nel 1926 si spostò alla Technische Hochschule di Karlsruhe (ora Karlsruher Institut für Technologie), dove fece attrezzare i laboratori con cappe e sistemi di ventilazione in modo da avere ambienti privi di vapori di mercurio, nonostante si utilizzassero grandi quantità di mercurio per il funzionamento delle linee da vuoto. A Karlsruhe si occupò principalmente di borani e di avvelenamento da mercurio.
Il suo stato di salute continuò a peggiorare a causa dell'avvelenamento da mercurio, e nel 1936, a solo 60 anni, andò in pensione per motivi di salute. Tornò all'Università di Berlino come professore emerito e continuò ad occuparsi di avvelenamento da mercurio. Dal 1936 al 1938 fu presidente della Deutsche Chemische Gesellschaft. Nel 1943 la guerra lo costrinse ad interrompere i suoi studi e si trasferì a Bad Warmbrunn. Nel 1945 sfuggì all'avanzata dei russi cercando di rifugiarsi a Dessau, dove in un bombardamento aereo perse tutto ciò che aveva con sé. Visse in povere condizioni in una baracca assieme alla moglie fino alla morte, avvenuta il 12 agosto 1946.
Nel suo lavoro di ricerca Stock fu sempre motivato dal puro piacere per la scoperta, senza interessarsi di un eventuale sfruttamento pratico. Per ricordare i suoi contributi alla chimica inorganica, la Società dei Chimici Tedeschi (Gesellschaft Deutscher Chemiker) istituì nel 1950 il Premio alla Memoria di Alfred Stock, che viene attribuito ogni due anni "per studi sperimentali eccellenti nel campo della chimica inorganica".

## Ricerche

### Idruri di boro e silicio
Stock iniziò a studiare gli idruri di boro - composti chimici costituita da boro e idrogeno con formula generale BxHy - sin dal 1909 a Breslavia. Questi composti sono estremamente reattivi e si infiammano all'aria; Stock riuscì ad isolarli e purificarli sviluppando nuove linee ad alto vuoto attorno al 1912. Simili ricerche furono condotte anche sugli idruri di silicio (silani), sviluppando una chimica del silicio di complessità analoga a quella del carbonio. Gli idruri di boro non avevano solo proprietà stimolanti, ma anche strutture molto inusuali. La scoperta delle loro strutture e i modelli di legame (che furono sviluppati in seguito da altri ricercatori) ampliarono notevolmente l'ambito della chimica inorganica. Idruri di boro come il diborano consentirono in seguito di sviluppare nuovi reagenti per la chimica organica e fornirono nuovi materiali di partenza per i ricercatori.

### Mercurio e avvelenamento da mercurio
Stock pubblicò più di 50 articoli riguardanti il mercurio e l'avvelenamento da mercurio. Trovò che il mercurio è distribuito in natura in modo ubiquitario. Fece test su animali e anche su sé stesso per chiarire il meccanismo di accumulo del mercurio, e scoprì che il mercurio vapore è più pericoloso di quello che si può assorbire attraverso il sistema digestivo. Introdusse anche test particolarmente sensibili e migliorò le tecniche di laboratorio per utilizzare il mercurio minimizzando i rischi di avvelenamento. Mise in guardia sull'uso del mercurio dopo aver capito che i suoi derivati organici sono tossici. Segnalò i possibili pericoli dell'utilizzo del mercurio negli amalgami dentali.

### Altre aree della chimica
Nel 1921 fu il primo a preparare berillio metallico elettrolizzando una miscela fusa di fluoruri di sodio e berillio. Questo metodo rese disponibile il berillio per applicazioni industriali, per leghe e vetri speciali, e per costruire finestre per tubi a raggi X.
Diede notevoli contributi anche alla chimica di coordinazione. Usò per la prima volta il termine "legante" (dal latino ligare) nel 1916. H. Irving e R.J.P. Williams adottarono il termine in un articolo pubblicato nel 1948. Oltre ad introdurre il concetto di legante, fu anche capace di derivare l'idea di "angolo di morso" (bite angle) del legante e altri aspetti della chelazione.
Stock è anche autore del sistema Stock, da lui proposto nel 1919, per la nomenclatura dei composti chimici. Come ebbe a dire, considerava questo sistema "semplice, chiaro, immediatamente comprensibile, adattabile ai casi più generali". Nel 1924 una commissione tedesca raccomandò l'adozione del sistema Stock, con alcune modifiche. Il FeCl2, che secondo la proposta originale di Stock avrebbe dovuto chiamarsi cloruro di ferro(2), secondo la modifica apportata diventò cloruro di ferro(II). Questo sistema di nomenclatura è tuttora in uso.

## Pubblicazioni
Stock pubblicò numerosi articoli per documentare le sue ricerche; sono più di 50 solo quelli concernenti il mercurio e l'avvelenamento da mercurio. Scrisse anche vari libri, tra i quali:
- A. Stock, Praktikum der quantitativen anorganischen Analyse, Berlino, 1909. (6ª edizione, Monaco, 1970).
- A. Stock, Ultrastrukturchemie, Berlino, Springer, 1920.
- A. Stock, Die Gefährlichkeit des Quecksilbersdampfes, Leipzig, Verlag Chemie, 1926.
- A. Stock, Die Gefährlichkeit des Quecksilbers und der Amalgam-Zahnfüllungen, Berlino, Verlag Chemie, 1928.
- A. Stock, Hydrides of boron and silicon, Cornell University Press, 1957.